# Marquesado de Villafranca de Ebro

Escudo del municipio de Villafranca de Ebro, provincia de Zaragoza.

El marquesado de Villafranca de Ebro es un título nobiliario español creado por el rey Felipe V el 18 de marzo de 1703, a favor de Juan Miguel Íñiguez y Eraso.
Su denominación hace referencia al municipio de Villafranca de Ebro en la provincia de Zaragoza.

## Marqueses de Villafranca de Ebro
|                                     | Titular                                     | Periodo               |
| Creación por Felipe V               | Creación por Felipe V                       | Creación por Felipe V |
| ----------------------------------- | ------------------------------------------- | --------------------- |
| i                                   | Juan Miguel de Íñiguez y Eraso              | 1703- ?               |
| ii                                  | Miguel Íñiguez y Cordellas                  | ? -1743               |
| iii                                 | José de Yanguas e Íñiguez                   |                       |
| iv                                  | Francisco de Yanguas y Segovia              | ? -1790               |
| v                                   | María Antonia de Yanguas                    |                       |
| vi                                  | Hilarión José de Lorieri y Yanguas          | ? -1848               |
| vii                                 | Francisco Lorieri e Íñiguez                 | 1848- ?               |
| viii                                | José María Jordán de Urríes y Ruiz de Arana | 1878-1891             |
| ix                                  | María del Carmen Romea Lorite               |                       |
| Rehabilitación por Francisco Franco |                                             |                       |
| x                                   | Eduardo de Laiglesia y González             | 1970-2008             |
| xi                                  | Eduardo de Laiglesia y del Rosal            | 2008-actual titular   |

## Historia de los marqueses de Villafranca de Ebro
- Juan Miguel de Íñguez y Eraso, i marqués de Villafranca de Ebro

Le sucedió un hijo de su hermano, por tanto su sobrino carnal:
- Miguel Íñiguez y Cordellas (1700-1743), ii marqués de Villafranca de Ebro.

Le sucedió un hijo de Josefa Íñiguez y Eraso (hermana del i marqués), por tanto su primo carnal:
- José de Yanguas e Íñiguez, iii marqués de Villafranca de Ebro.

Le sucedió su hijo:
- Francisco de Yanguas y Segovia (f. en 1790), iv marqués de Villafranca de Ebro.

Le sucedió su hija:
- María Antonia de Yanguas (n. en 1761), v marquesa de Villafranca de Ebro.

Le sucedió su hijo:
- Hilarión José de Lorieri y Yanguas (n. en 1781), vi marqués de Villafranca de Ebro.

Le sucedió en 1848:
- Francisco Lorieri e Íñiguez, vii marqués de Villafranca de Ebro.

Le sucedió en 1878 (desposeído en 1891):
- José María Jordán de Urríes y Ruiz de Arana (1857-1936), viii marqués de Villafranca de Ebro (de 1878 a 1891, en que fue desposeído), vii marqués de San Vicente, i marqués de Velilla de Ebro, xv barón de la Peña (rehabilitado en 1921), gentilhombre grande de España con ejercicio y servidumbre del rey Alfonso XIII.

1. Casó con María del Patrocínio Patiño y Mesa, ii marquesa de Villafiel.

Le sucedió:
- María del Carmen Romea Lorite, ix marquesa de Villafranca de Ebro.

Le sucedió, por rehabilitación en 1970:
- Eduardo de Laiglesia y González (1916-2008), x marqués de Villafranca de Ebro.

Le sucedió su hijo:
- Eduardo de Laiglesia y del Rosal (n. en 1946), xi marqués de Villafranca de Ebro.